# Інгмар Бергман
Ернст І́нгмар Бе́ргман (швед. Ernst Ingmar Bergmanⓘ; також І́нґмар Бе́рґман; 14 липня 1918, Уппсала — 30 липня 2007) — шведський режисер театру й кіно, сценарист, письменник, один із провідних творців авторського кіно XX сторіччя. Серед найвідоміших кінострічок Бергмана — «Сьома печатка» (1957), «Сунична галявина» (1957), «Персона» (1966), «Шепіт і крик» (1972), «Фанні та Александр» (1982).
Інгмар Бергман здійснив постановки понад шістдесяти художніх та документальних фільмів для кіно і телебачення, при цьому він був автором сценарію до більшості з них. Також на його рахунку більше ста сімдесяти театральних постановок. Починаючи з 1953 року сформувалась багаторічна плідна співпраця Бергмана з кінооператором Свеном Нюквістом. У фільмах Бергмана часто знімались Гаррієт Андерссон, Лів Ульман, Гуннар Б'єрнстранд, Бібі Андерссон, Інгрід Тулін та Макс фон Сюдов.

## Життєпис

### Ранні роки

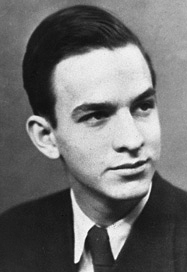
Бергман в молодості

Інгмар народився у місті Уппсалі (Швеція), у сім'ї лютеранського пастора Еріка Бергмана та медсестри Карін Бергман (уродж. Окерблум). Його старший брат Даг згодом вибрав кар'єру дипломата, а сестра Маргарета стала письменницею. Батько дотримувався консервативних поглядів на виховання дітей і часто карав їх, зокрема фізично.
В основі нашого виховання лежали такі поняття, як гріх, признання, покарання, пробачення та милосердя, конкретні фактори відносин дітей і батьків між собою та з Богом. У цьому була своя логіка, яку ми приймали і, як ми вважали, розуміли.— Спогади Інгмара Бергмана
Інтерес до театру та кіно проявився у Бергмана ще в дитинстві. Коли йому було дев'ять років, братові подарували на Різдво «чарівний ліхтар» — поширений на той час простий проєкційний апарат з гасовою лампою як джерелом світла. Інгмар запропонував Дагу в обмін свою колекцію олов'яних солдатиків й узявся до дослідів. Чарівний ліхтар дозволяв проєктувати нерухомі зображення зі скляних пластин і невеликі фільми зі з'єднаної в кільце 35-мм плівки. Бергман використовував бокс-камеру для створення псевдо-фільмів з декількох кадрів, а на відрізках плівки зі змитою емульсією дядько Карл допомагав створювати йому власні мультфільми .
Велике враження на нього справив мініатюрний театр тіней, що належав його тітці Лотті. У віці дванадцяти років Бергман отримав можливість протягом декількох вечорів бути присутнім за сценою театру на постановці п'єси «Гра снів» Стріндберга і «вперше в житті доторкнувся до магії акторського перевтілення» . Починаючи з цього віку і аж до закінчення гімназії його улюбленим захопленням крім дослідів з чарівним ліхтарем стає саморобний ляльковий театр. Інгмар постійно будував нові варіанти театрів, виготовляв декорації та системи освітлення .
Влітку 1934 року Бергман провів шість тижнів у Німеччині, куди його направили за обміном. Його одноліток з німецької родини був членом Гітлерюгенду, і незабаром сам 16-річний Бергман зазнав впливу нацистської пропаганди.
У 1937 році Бергман вступив до Стокгольмського університетського коледжу (пізніше перейменований в Стокгольмський університет), де вивчав літературу та історію мистецтв. Навчанню він приділяв мало уваги, присвячуючи весь свій час театральній діяльності молодіжного клубу. Через сімейний скандал Бергман залишив батьківський дім, після чого кілька років не спілкувався з родиною. Остаточно облишивши навчання заради театру, Бергман вирушає в турне як реквізитор та освітлювач у постановці «Батька» Стріндберга. Прем'єра стала провалом, і не маючи житла та засобів до існування, Інгмар деякий час працював в оперному театрі асистентом режисера. У цей час він написав декілька п'єс.

### 1940-і
У 1942 році одна з п'єс Бергмана була поставлена у Студентському театрі й отримала позитивний відгук у газеті «Svenska Dagbladet». На спектакль звернули увагу Карл Андерс Дюмлінг, керівник кіностудії «Svensk Filmindustri» та Стіна Бергман, завідувачка сценарного відділу. Незабаром Бергман отримав роботу в кіностудії, де займався редагуванням чужих сценаріїв та написанням власних. Згодом один зі сценаріїв Бергмана під назвою «Цькування», що базувався на спогадах про свої шкільні роки, привернув увагу Віктора Шестрема, одного з основоположників шведського кінематографу, який передав сценарій режисеру Альфу Шеберґу. Фільм було знято у 1944 році. Інгмар Бергман був присутній на знімальному майданчику в ролі помічника режисера, і Шеберг доручив йому самостійно зрежисирувати декілька сцен. Стрічка «Цькування» була добре сприйнята глядачами у країнах Скандинавії, а після закінчення війни — у США та Великій Британії. 1943 року Бергман одружився з Ельсою Фішер, приятелькою з трупи мандрівних акторів. У кінці того ж року в них народилась дочка Лєна.
Під час знімання «Цькування» Бергман отримав пропозицію очолити Міський театр Гельсінгборга, що перебував у занепаді. Він найняв нову трупу і за рік зумів вивести театр з кризи. Навесні 1945 року Бергман розлучився з Ельсою, захопившись Еллен Лундстрем. Згодом у цьому шлюбі у нього з'явилося четверо дітей — Єва, Ян, близнюки Ганна та Матс.

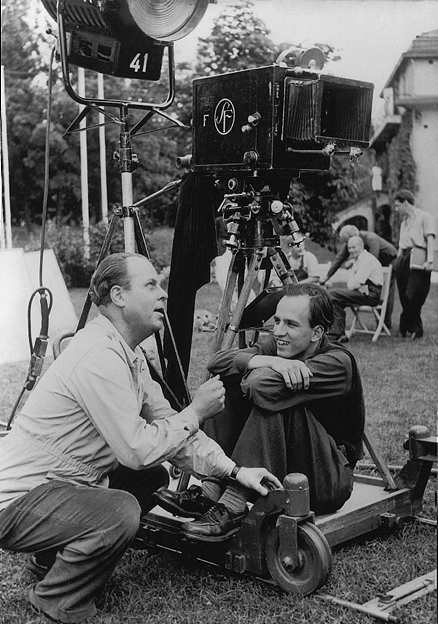
Бергман (праворуч) під час знімання фільму «Криза» (1944 рік)

Влітку того ж року Інгмар Бергман узявся до своєї першої роботи як кінорежисера — знімання фільму «Криза». Сценарій був написаний ним за п'єсою данського драматурга Лека Фішера «Мати-тварина». Роботу над «Кризою» супроводжували чисельні проблеми. Стрічка провалилась у прокаті, що викликало незадоволення з боку керівництва «Svensk Filmindustri». На допомогу Бергману прийшов продюсер Лоренс Мармстедт, який запросив його зняти фільм «Дощ над нашим коханням» за п'єсою норвезького драматурга Оскара Бротена. За спогадами режисера, «Дощ над нашим коханням» став його першим фільмом, що був знятий під впливом поетичного реалізму, зокрема — робіт французького режисера Марселя Карне.
Восени 1946 року Бергман почав працювати в муніципальному театрі Гетеборга. Він шукав можливість самостійно екранізувати власні сценарії, але продюсери були зацікавлені лише в купівлі сценаріїв. 1947 року за його сценарієм режисер Густав Моландер зняв фільм «Жінка без обличчя». Згодом до Бергмана знову звернувся Лоренс Мармстедт з пропозицією екранізувати п'єсу Мартіна Седерйєльма «Корабель йде в Індію». Фільм було представлено у конкурсній програмі другого Каннського кінофестивалю, але він успіху не досяг. Продовжуючи займатися постановкою вистав у театрі та на радіо, восени 1947 року Бергман знімає свій четвертий фільм «Музика в темряві» про піаніста, який втратив зір. Фільм виявився комерційно успішним, його було номіновано на головний приз 9-го Венеційського кінофестивалю.
У 1948 році Інгмар Бергман отримує міжнародну популярність як драматург — його кіносценарій «Цькування» було адаптовано для театру. Вистава йшла в Осло та Лондоні, де постановкою займався Пітер Устінов. Влітку того ж року Густав Муландер зняв ще один фільм за сценарієм Бергмана — «Єва». Сам Бергман у цей час почав знімання «Портового міста» за романом Олле Лансберга.
Наступний фільм «Тюрма» став кроком вперед для Бергмана. Завдяки фінансовій підтримці Мармстедта йому вдалося створити свою першу по-справжньому авторську картину. 1949 року Бергман знімає два напружених фільми про катастрофу сімейних відносин — «Спрага» та «До радості», у яких відображається криза його власного другого шлюбу з Еллен Лундстрем. Після закінчення знімання він розпочинає роман з журналісткою Гун Хагберг і восени від'їжджає з нею до Парижа, де Бергман відкриває для себе французький театр.

### 1950-і
Знімання драми «Літня інтерлюдія» було завершене влітку 1950 року. У прокаті фільм з'явився лише через рік, був добре зустрінутий глядачами та кінокритиками. Бергман називав «Літню інтерлюдію» однією з найважливіших своїх робіт:
Для мене особисто «Літня гра» — один із найважливіших моїх фільмів, хоча комусь він, може здатися і застарілим. Але мені він таким не здається. Тоді я вперше виявив, що працюю зовсім самостійно, що у мене є свій стиль, що я створив нарешті власний фільм зі своїм особливим виглядом, якого ніхто не повторить. Цей фільм не схожий ні на чий інший. Це був мій перший по-справжньому власний твір.— 1968 рік, інтерв’ю Інгмара Бергмана 
Одразу після закінчення роботи над «Літньою інтерлюдією» Бергман береться до знімання шпигунського трилера «Це не може статися тут». Керівництво «Svensk Filmindustri» розраховувало на міжнародний успіх фільму, але Бергман працював над ним без будь-якого інтересу, суто заради заробітку, і картина провалилась у прокаті.
У 1951 році Бергман укладає свій третій шлюб — з Ґун Гагберґ. Шлюб також триватиме не довго, у 1959 році настане розлучення. В цьому ж році на знак протесту проти податкової політики усі шведські кіностудії припиняють роботу над новими фільмами. Досягти компромісу вдалося лише на початку 1952 року, і Бергман у цей час займається радіо-виставами, театром (відбувся його дебют на малій сцені Королівського драматичного театру) і навіть знімає рекламу. За першої ж можливості Інгмар Бергман знову повертається у кінематограф і з квітня по червень 1952 року знімає комедійну драму «Жінки чекають», в якій представлені історії шлюбу чотирьох сестер, а ще через місяць починає знімання стрічки «Літо з Монікою» про молоду пару, чий річний роман закінчився вагітністю і нещасливим шлюбом. Головну роль зіграла маловідома на той момент Гаррієт Андерссон, з якою у Бергмана розпочався роман. Він покинув Гун і перебрався до Мальме, де перші три роки прожив з Гаррієт. У цей час Бергман отримав посаду художнього керівника Муніципального театру. Надалі Гаррієт Андерссон зніметься ще у восьми фільмах Бергмана, в тому числі у відомих картинах «Як у дзеркалі» і «Шепоти та крики».
З Гаррієт Андерссон ми пропрацювали пліч-о-пліч багато років. Вона — на диво сильна, але легко ранима людина, а талант її відзначений ознаками геніальності. Відносини з камерою щирі і чуттєві. Гаррієт має вражаючу техніку, переходи від найглибших переживань до тверезої спостережливості відбуваються миттєво. Гумор різкуватий, але без найменшого цинізму. Одним словом, жінка, всіляко гідна любові, один з моїх близьких друзів.— Спогади Інгмара Бергмана 
У 1953 році Бергман зняв два фільми. Драма про життя мандрівних артистів «Вечір блазнів» була холодно сприйнята критиками й провалилася у прокаті. Фінансове становище режисера знову похитнулося та у рекордно короткий термін він встиг зняти досить успішну комедію «Урок кохання». У тому ж році він поставив у Мальме «Замок» Кафки та «Шість персонажів у пошуках автора» Піранделло. Знятий у 1954 році, фільм «Жіночі мрії» залишився практично непоміченим, і Бергман компенсував невдачу інтенсивною роботою в театрі. До десятилітнього ювілею Муніципального театру Мальме він поставив оперету Легара «Весела вдова», що стала надзвичайно популярною.
Влітку 1955 року було знято комедію «Усмішки літньої ночі». Спочатку фільм не мав успіху у шведської аудиторії, керівництво кіностудії було вкрай розчароване, але несподівано Бергману посміхнулася удача — в наступному році фільм здобув спеціальний приз Каннського фестивалю, що сприяло підвищенню міжнародного попиту.

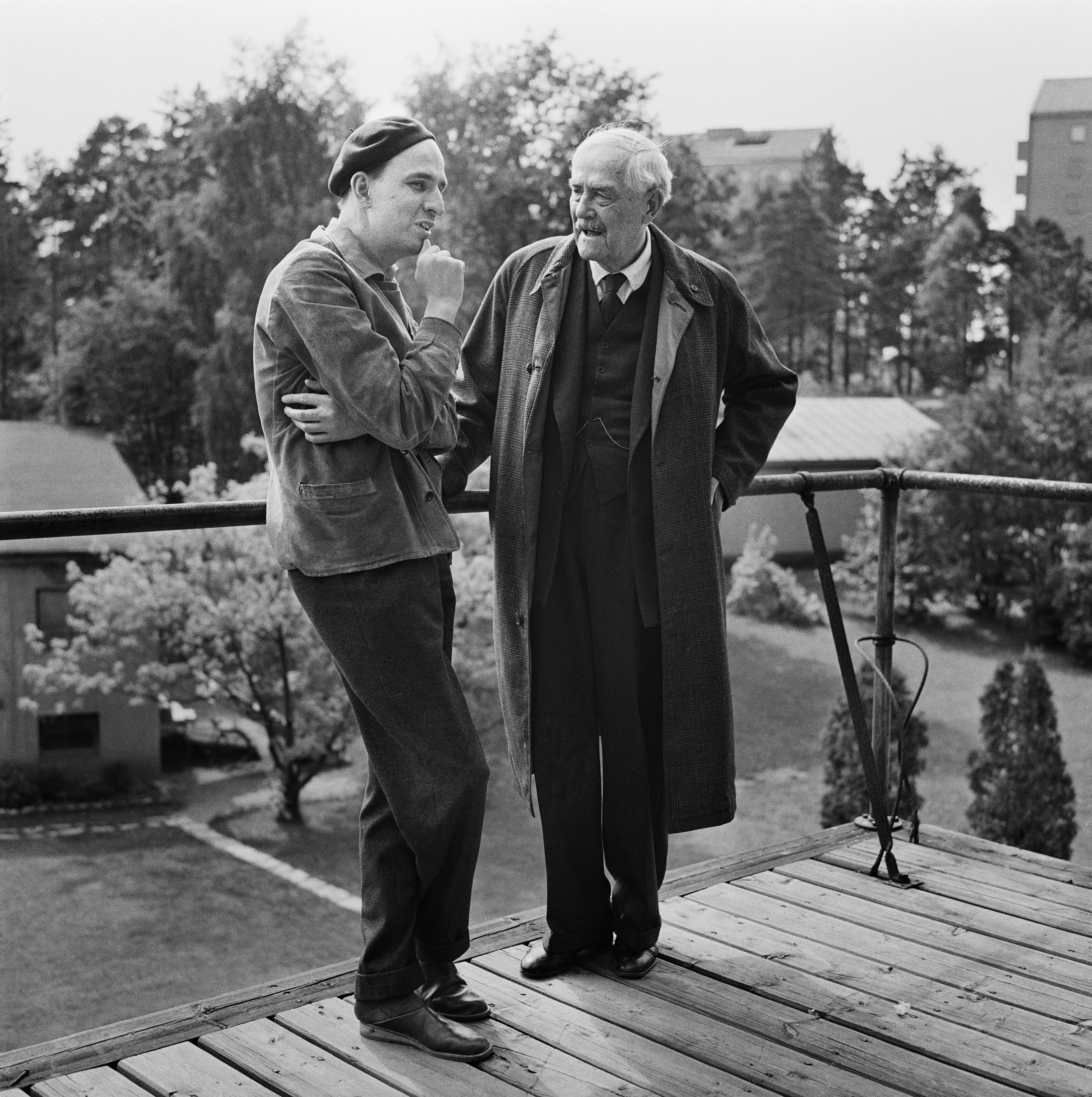
Бергман (ліворуч) і Віктор Шестрем під час знімання стрічки «Сунична галявина» (1957 рік)

Успіх «Усмішок літньої ночі» дозволив Бергману зняти картину, що стала згодом однією з найвідоміших його робіт — «Сьому печатку». Сюжет фільму натхненний фрескою «Смерть, яка грає в шахи» у церкві Тебю. Дія відбувається у середньовічній Швеції. Лицар та його зброєносець повертаються додому з хрестового походу і застають епідемію чуми. Лицарю являється Смерть в образі чоловіка в чорному одязі, і він пропонує Смерті зіграти партію в шахи. Лицар і зброєносець подорожують по обійнятій чумою країні, зустрічають різних персонажів й шукають відповіді на питання про сенс життя, сутності смерті та існування Бога. В кінці фільму усіх, крім бродячого артиста з дружиною та маленькою дитиною, забирає Смерть.
Фільм було знято з невеликим бюджетом і всього за тридцять п'ять днів у дворі кіностудії . Прем'єра «Сьомої печатки» відбулася взимку 1957 року, фільм отримав безліч позитивних відгуків від шведських кінокритиків і став поворотною точкою в кар'єрі 27-річного Макса Фон Сюдова, виконавця головної ролі, і самого Бергмана, котрий впевнено увійшов до першого ряду сучасних кінорежисерів. У тому ж році «Сьома печатка» здобула спеціальний приз у Каннах.
Не менш значним був успіх Бергмана у театрі. У 1957-му він поставив 4-годинний спектакль «Пер Ґюнт» з Максом фон Сюдов у головній ролі, а представлену в кінці року п'єсу «Мізантроп» Мольєра один з критиків назвав «головною подією всього шведського театру 1950-х».
У тому ж році був знятий фільм «Сунична галявина», що отримав безліч нагород. Головна роль літнього професора, який згадує помилки свого життя, стала останньою для 78-літнього наставника Бергмана, Віктора Шестрема. Фільм здобув головний приз на Берлінському кінофестивалі і приз за найкращий іноземний фільм від американської Національної ради кінокритиків.
«Біля витоків життя», камерна історія про трьох вагітних жінок, була відзначена на Каннському фестивалі призами за кращу режисуру та кращу жіночу роль. Наступний фільм, містична драма «Обличчя» здобув спеціальний приз на кінофестивалі у Венеції.
Навесні 1959 року Бергман зустрів Кябі Ларетей, естонську піаністку, що стала у тому ж році його четвертою дружиною.

### 1960-і
Разом з новою дружиною їде у Даларну, де працює з Уллою Ісакссон над сценарієм до фільму «Дівоче джерело» на основі народної балади «Дочки Тере з Венге». Інгмар Бергман не надавав великого значення цьому фільму, називаючи його «вбогим наслідуванням Куросави», але він отримав «Оскара» за найкращий фільм іноземною мовою і спеціальні призи Каннського фестивалю та «Золотого глобуса». З «Дівочого джерела» починається систематичне співробітництво режисера з кінооператором Свеном Нюквістом. Як і раніше, на додаток до сумнівного з комерційної точки зору проєкту у «Svensk Filmindustri» запропонували Бергману «компенсуючий» фільм, розрахований на широку аудиторію. Цього разу ним стала комедія «Око диявола» про Дон Жуана, який допомагає дияволу спокусити одружену жінку.

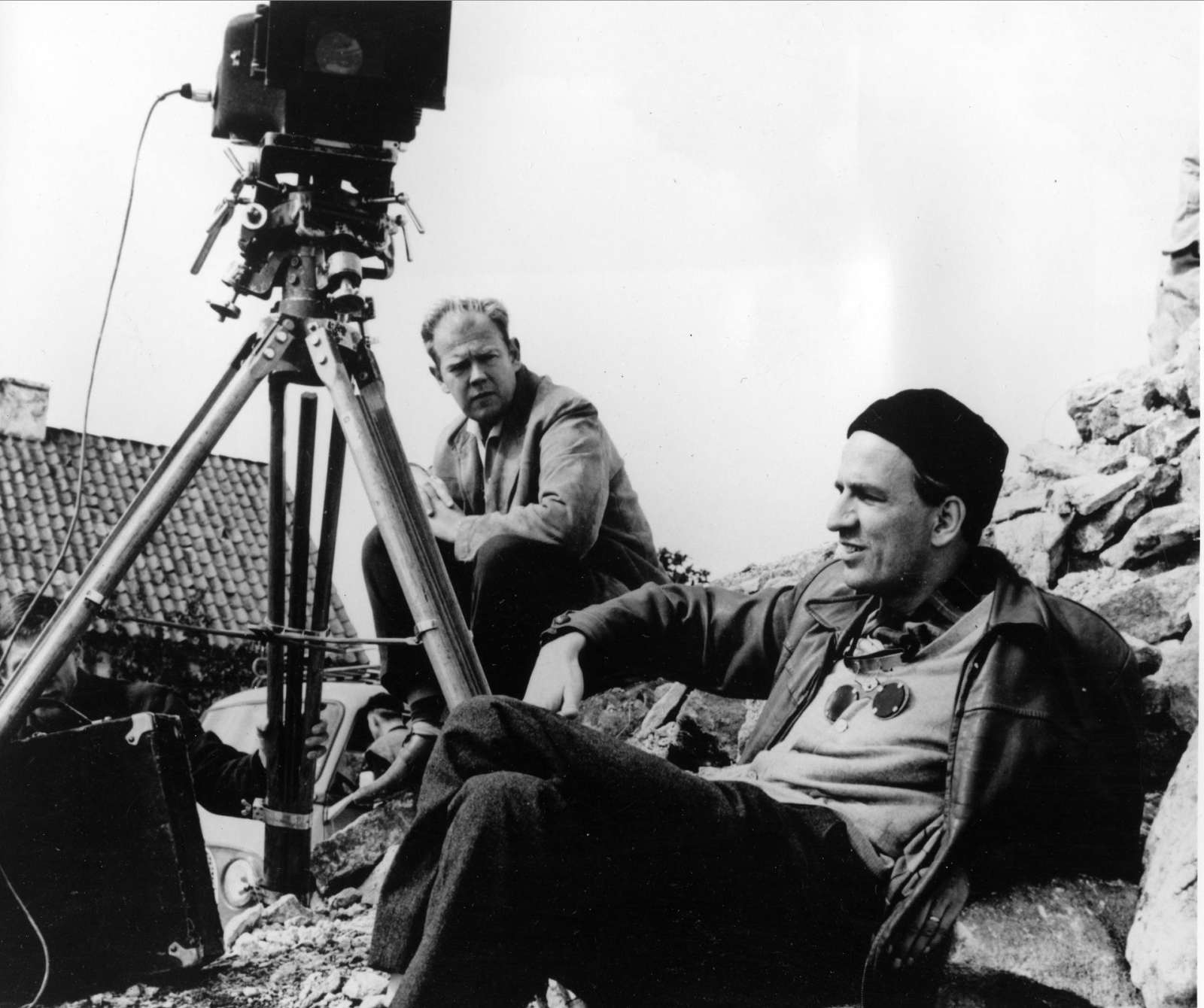
Бергман (праворуч) і Свен Нюквіст під час знімання фільму «Як у дзеркалі» (1960 рік)

1960 року Бергман здійснив невдалу постановку у Драматені, Королівському драматичному театрі, чеховської «Чайки». У тому ж році на острові Форе він відзняв картину «Як у дзеркалі», перший із серії трьох камерних фільмів, який критики згодом назвуть «трилогією віри» (до неї відносять також і наступні дві стрічки — «Причастя» (1962) та «Мовчання» (1963)). «Як у дзеркалі», що оповідає про непрості стосунки хворої на шизофренію жінки з чоловіком, батьком та молодшим братом, приніс Бергману спеціальний приз від 12-го Берлінського міжнародного фестивалю та другого «Оскара».
В центрі сюжету другого фільму трилогії «Причастя» — провінційний пастор, який переживає втрату віри, але не полишає свій пост.

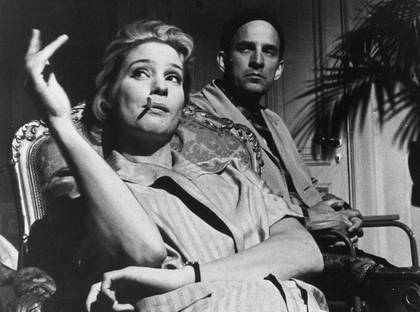
Інгмар Бергман та Інгрід Тулін на зніманні фільму «Мовчання» (1962 рік)

У наступному році Інгмар Бергман зняв «Мовчання» — фільм про конфронтацію двох сестер, котрі були втіленням чуттєвої та інтелектуальної сторони особи. Вихід «Мовчання» на екрани викликав скандал у пресі через наявність відвертих як на ті часи сцен.

…цей з точки зору сьогоднішнього дня невинний фільм був прийнятий у штики. Мені та моїй тодішній дружині телефонували та погрожували нас забити. Це був справжній телефонний терор. Ми отримали сотні анонімних листів.
— 1968 рік, інтерв’ю Інгмара Бергмана 
Після виходу «Мовчання» Бергман став справжньою знаменитістю у Швеції, і розмір його гонорару досяг високої на ті часи позначки у 35 тисяч доларів. На початку 1963 року йому запропонували очолити Драматен. Бергман прийняв пропозицію й розпочав сезон із вдалої постановки п'єси американського драматурга Едварда Олбі «Хто боїться Вірджинії Вулф?»
1961 року спеціально для акторки Сікан Карлссон написав сценарій " Lustgården " ("Сад задоволення ").
Сюжет комедії «Не лише про жінок» 1964 року, першого кольорового фільму Бергмана розповідає про відносини критика і знаменитого музиканта, на утриманні якого дружина і шість коханок. Стрічка не мала успіху у глядачів та отримала безліч негативних відгуків від критиків, що очікували від Бергмана серйозного кіно в дусі попереднього «Мовчання».
У 1965 році Інгмар Бергман під час відновлення після перенесеного запалення легень написав сценарій камерної екзистенціальної драми «Персона». Головні ролі зіграли Бібі Андерссон і норвезька акторка Лів Ульман, з котрою під час знімання у режисера розпочався роман. Бергман приймає рішення покинути Кябі Ларетей і оселитися на острові Форі разом з Ульман. 1967 року фільм отримав одразу декілька нагород від Національної ради кінокритиків США: за найкращий фільм, найкращу режисуру і найкращу жіночу роль. Згодом «Персона» стала однією з найобговорюваніших робіт Бергмана.

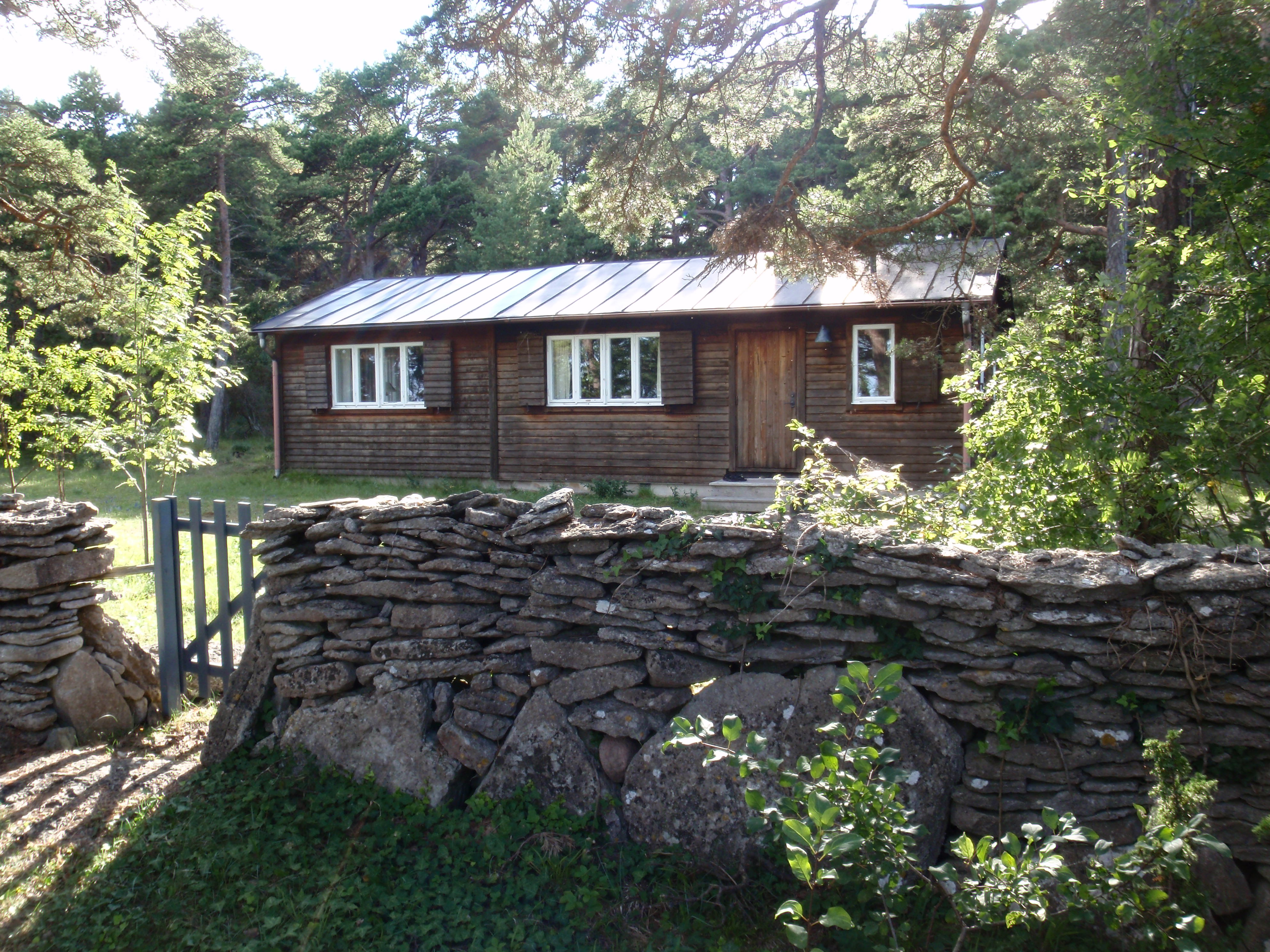
Будинок Інгмара Бергмана на острові Форе

У 1966 році Бергман вирішив покинути Драматен. У тому ж році на честь другого дня народження свого сина Данієля він монтує короткометражний фільм на основі сімейної кінохроники. 1967 року він увійде до збірника «Стимуляція» з восьми кіноновел, знятих різними режисерами. Бергман поставив у Національному театрі Осло «Шість персонажів у пошуках автора», назвав спектакль «своєю прощальною роботою у театрі», однак ця вистава виявилась першою у низці декількох наступних постановок у різних театрах Європи.
У 1968 році на екрани вийшли «Вартмімен або Година вовка» і «Сором». Обидві стрічки були відзначені призом за найкращу режисуру Національного товариства кінокритиків США. У тому ж році Бергман заснував власну кінокомпанію «Cinematograph», першим фільмом якої став «Ритуал» — знята всього за дев'ять днів камерна картина про допит трьох акторів, звинувачених у зніманні непристойного фільму. Восени було завершене знімання картини «Пристрасть», яку згодом критики віднесуть до другої трилогії Бергмана разом з «Годиною вовка» та «Соромом».
У наступному році Інгмар Бергман повертається до шведського театру з постановкою п'єси Герга Бюхнера «Войцека» в Драматені, потім узявся до знімання документального фільму «Форе — документ» про проблеми жителів острова Форе.

### 1970-і
1970 рік був затьмарений для Бергмана смертю батька і розривом з Лів Ульман, яка разом із їхньою дочкою переїжджає до Осло. Дружні стосунки з акторкою збережуться і згодом Лів Ульман зніметься в шести фільмах Бергмана.
На початку 1970-х Бергман інтенсивно працював у театрі. 1970 року він повторив успішну постановку 1964 року «Гедди Ґаблер» для лондонського театру, наступного року поставив «Шоу» Ларса Фосселя в Драматені та «Гру снів» Августа Стріндберга в Ландоні. Під час репетицій «Гедди Габлер» він уклав з ABC Pictures контракт на знімання фільму «Дотик». Після закінчення роботи над фільмом Бергман заявив, що планує через пару років, протягом яких розраховує зняти ще чотири-п'ять стрічок, назавжди покинути кіно.
В особистому житті настали чергові зміни. Роман з одруженою Інгрід фон Розен завершився їхнім одруженням у листопаді 1971 року. Останній шлюб стане найтривалішим — завершиться майже за чверть віку смертю Інгрід від раку в 1995 році.
В основі сюжету фільму «Шепоти та крики» лежить історія про трьох сестер, одна з яких довго й болісно помирає. Робота над фільмом далась Бергману з великими труднощами через фінансові проблеми. Режисеру довелось використати власні кошти й узяти позику в Кіноіституту. Щоб окупити цей фільм та знайти кошти для продовження роботи над «Сценами з подружнього життя», Бергман протягом року безуспішно намагався знайти дистриб'ютора у США. Зрештою фільм вийшов на екрани наприкінці 1972 року компанією Роджера Кормана, знаменитого «короля фільмів категорії B». Прем'єра відбулася з великим успіхом, фільм висувався на премію «Оскар» у чотирьох номінаціях і в результаті отримав декілька престижних нагород.
Справи в театрі також ішли добре — постановка «Дикої качки» з Максом фон Сюдов та Лєною Нюман в Драматені визнана критиками однією з найделікатніших театральних робіт Бергмана. 1973 року успіх має «Соната привидів», а «Дику качку» ставлять у Лондоні.
Прем'єра «Сцен з подружнього життя», шестисерійного мінісеріалу про двадцять років непростого шлюбу, відбулась на шведському телебаченні навесні 1973 року. Черговий камерний фільм, у якому ролі подружжя виконали Лів Ульман та Ерланд Юсефсон, був добре прийнятий шведською телевізійною аудиторією та кінокритиками.
У 1974 році Бергман ставить у Драматені дві частини трилогії Стріндберга «Шлях у Дамаск». У наступному році він повторює свій успіх на телебаченні — цього разу з постановкою опери «Чарівна флейта» Моцарта. 1976 року виходить драма «Віч-на-віч» про жінку-психіатра, котра поступово гнітиться власною душевною хворобою. Як і у випадку зі «Сценами з подружнього життя» фільм спочатку вийшов як мінісеріал для шведського телебачення, а згодом було змонтовано скорочений варіант для закордонних кінотеатрів. Картина «Віч-на-віч» не мала успіху, але увагу критиків звернула на себе Лів Ульман у головній ролі, котру було номіновано на декілька премій, і в підсумку акторка отримала приз Національної ради кінокритиків США.

### Податковий скандал та виїзд зі Швеції
30 січня 1976 року під час репетиції «Танцю смерті» у Королівському драматичному театрі Бергман був затриманий двома поліціантами у цивільному за звинуваченням в ухиленні від сплати податків. Тригодинний допит, обшук і гучний скандал у пресі призвели режисера до нервового зриву, який закінчився тритижневим перебуванням в психіатричній клініці .
Звинувачення будувалось навколо транзакції між компанією Бергмана «Cinematorgraf» та її підрозділом «Persona», створеної для фінансування міжнародних проєктів. «Persona» була ліквідована у 1974 році і сума близько 500 000 шведських крон була переведена на рахунок «Cinematorgraf». На думку податкової інспекції Бергман мав заплатити додатковий податок з даної операції, і тепер йому загрожував великий штраф у декілька сотень тисяч крон або два роки тюремного ув'язнення. Наприкінці березня 1976 року всі звинувачення по цій справі з Бергмана та його адвоката, що займався фінансовими справами режисера, були зняті, але незабаром були висунуті нові — податкова інспекція зацікавилась доходами «Cinematorgraf», отриманими від міжнародного прокату стрічок «Шепоти та крики» та «Сцени з подружнього життя». Загальна сума податкових претензій на цей раз перевищила півмільйона доларів.
22 квітня 1976 року Бергман публікує в газеті Expressen відкритий лист, у якому повідомляє про свій намір покинути Швецію. Бергман заявляє, що змушений емігрувати, оскільки не може продовжувати працювати в умовах постійного тиску з боку бюрократії. Для захисту власної репутації режисер залишає велику суму в одному зі шведських банків на випадок програшу справи проти «Cinematorgraf».
Бергман з дружиною перебираються до Парижа, потім відвідують Лос-Анджелес, де Бергман обговорює з Діно Де Лаурентісом майбутній фільм «Зміїне яйце». Дія фільму, що вийшов на екрани у 1977, відбувається у Берліні 1920-х років, знімання проводять у Мюнхені, куди на декілька років переселяється Бергман. «Зміїне яйце» стало невдачею — режисерові дорікали за недостатнє опрацювання персонажів . Але через рік Бергману вдалось повернути прихильність критиків — «Осіння соната», камерна драма про взаємовідносини матері та дочки з Лів Ульман та Інгрід Бергман у головних ролях отримала декілька престижних нагород.
Після виїзду зі Швеції Бергман не розлучається з театром. В мюнхенському Резиденцтеатрі він заново ставить «Гру снів» у 1977 році, потім «Три сестри» Чехова і «Тартюф» Мольєра.
14 липня 1978 року Бергман святкує свій 60-літній ювілей у своєму будинку на острові Форе. На улюбленому острові він проводить майже увесь наступний рік, де готує свій другий документальний фільм про Форе і пише сценарій до фільму «Фанні та Олександр». У цьому ж році Шведський інститут кінематографії засновує «Премію Інгмара Бергмана» за досягнення у кінематографі. Восени режисер повертається до Мюнхена для роботи над фільмом «З життя маріонеток», історією розслідування вбивства та його психологічних причин. Остаточно у Швецію Бергман повернеться лише через вісім років, у 1984 році.

### 1980-і
Фільм «Фанні та Олександр» став наймасштабнішим проєктом Бергмана — на знімання пішло пів року та 6 мільйонів доларів. Дія фільму відбувається на початку XX століття, у центрі сюжету — доля двох дітей, брата і сестри. Багатосерійна версія була показана на шведському телебачення на Різдво 1982 року й мала великий успіх. В інших країнах демонструвалась скорочена кіноверсія, яка зібрала велику кількість нагород: чотири «Оскари», премії BAFTA, «Сезар», «Давид ді Донателло», «Золотий глобус» та інші.

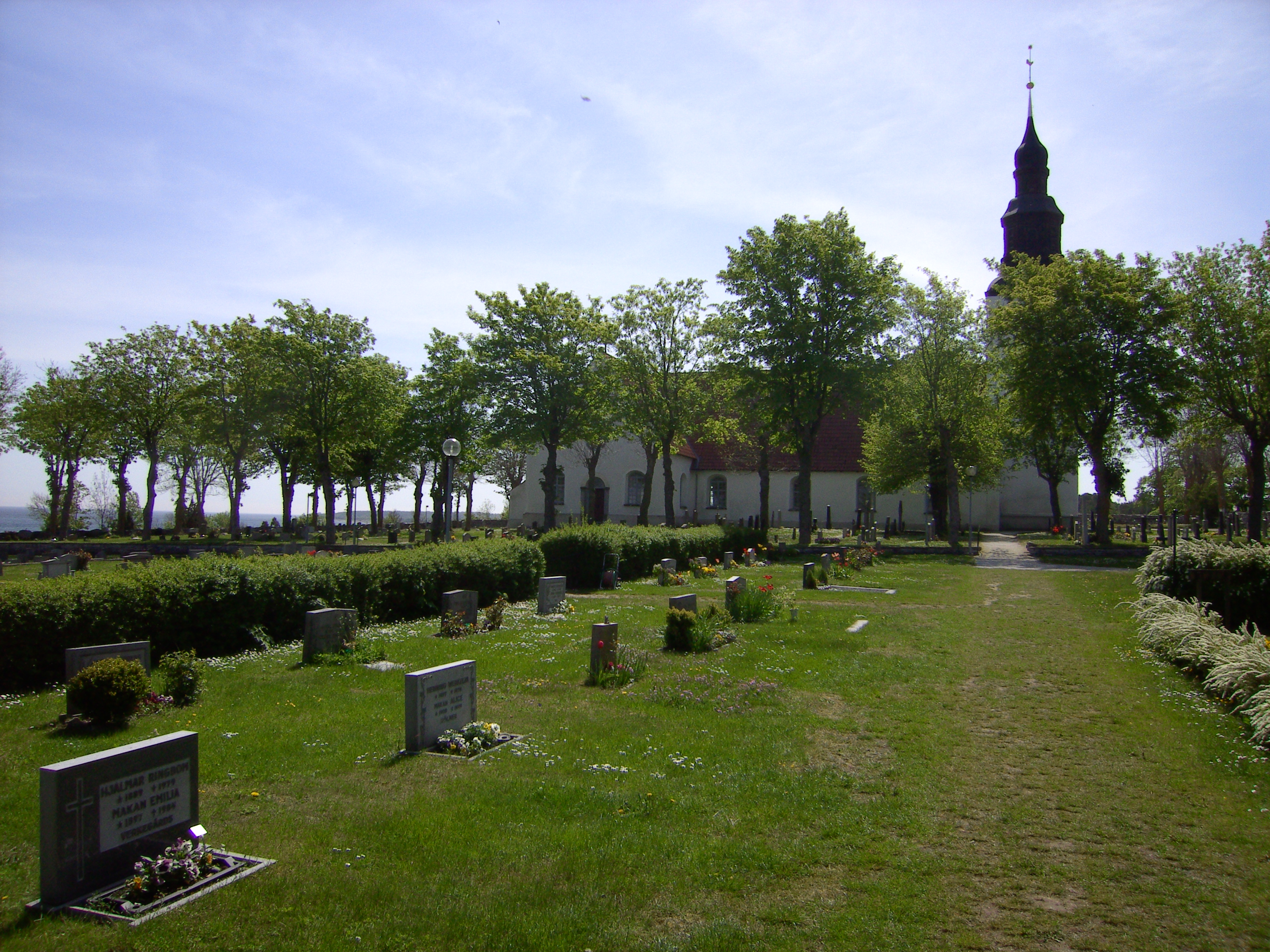
Цвинтар на острові Форе

У 1983 році Бергман зробив у пам'ять про свою матір короткометражний документальний фільм «Обличчя Карін» на основі фотографій із сімейного альбому.

### Останні роботи
Після роботи над «Фанні та Олександром» Бергман вирішує покинути велике кіно. У 1980-і він зняв два телефільми — «Після репетиції», камерну картину про взаємини театрального режисера й акторки, та «Благословенні». Серед відомих театральних постановок у цей період — «Король Лір», «Йун Габрієль Боркман» та «Гамлет».
У 1987 побачила світ «Латерна Магіка», автобіографічна книга про дитячі спогади, ранні постановки та фільми.
У 1990-і з'являється декілька стрічок, знятих за сценаріями Бергмана, серед них — «Недільні діти» Данієля Бергмана, що пішов стежкою батька. У 1997 Бергман екранізує власну п'єсу про свого дядька Карла Окерблума — «У присутності клоуна». 2003 року на екрани виходить продовження «Сцен з подружнього життя» — фільм «Сарабанда».
Основні теми творчості Інгмара Бергмана — криза релігії, криза традиційної сім'ї, криза особистості; пошуки справжніх відносин між людьми. Роблячи основну ставку на великий план осіб, які передають складну гаму почуттів, Бергман з допомогою своїх акторів висловлює найскладніші переживання екзистенціальної зустрічі людини з правдою про світ усередині й навколо себе.

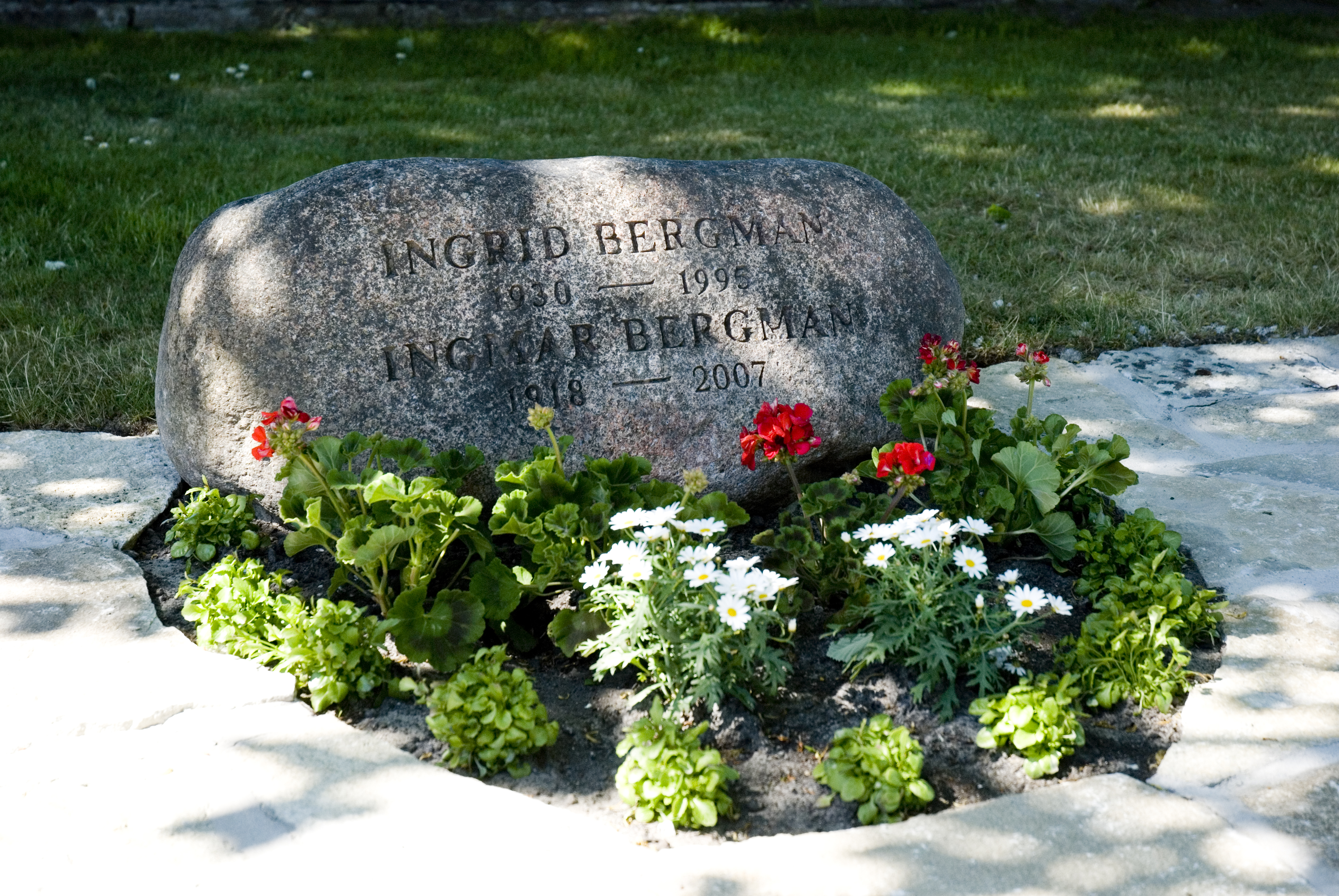
Могила Інгрід Фон Розен (Бергман) та Інгмара Бергмана на острові Форе

Його дев'ять дітей також стали переважно діячами культури й мистецтва. Син Даніель Бергман був режисером художнього фільму «Недільні діти». Згідно з оцінками, Бергман залишив спадкоємцям близько 7,1 мільйона доларів США. Бергман був власником акціонерної компанії «Cinematography Aktiebolag», пов'язаної з виробництвом кіно. Останні роки кінорежисер проводив на маленькому острові Форе в Балтійському морі, де у нього було кілька будинків і власний міні-кінотеатр.
Похований разом з останньою дружиною Інґрід на прилеглому до кірхи цвинтарі на острові Форе.

## Нагороди
- Лауреат Каннського кінофестивалю: 1955, 1957, 1958, 1960, 1972, 1997, 1998
- Премія «Оскар»: 1960, 1961, 1983
- Лауреат Берлінського кінофестивалю: 1957, 1961
- Премія «Сезар»: 1984
- Премія «Золотий глобус»: 1960, 1961, 1975, 1976, 1978, 1984
- Премія «Золотий жук»: 1963 (2 премії), 1966, 1972, 1982 (2 премії), 1992

## Фільмографія
- 1946 — Криза / Kris
- 1946 — Дощ над нашим коханням / Det regnar på vår kärlek
- 1947 — Корабель йде в Індію / Skepp till India land
- 1948 — Музика у темряві / Musik і mörker
- 1948 — Портове місто[en] / Hamnstad
- 1949 — Тюрма / Fängelse
- 1949 — Спрага / Törst
- 1950 — На радість / Till glädje
- 1950 — Це не може статися тут / Sånt händer inte här
- 1951 — Літня інтерлюдія / Sommarlek
- 1952 — У чеканні жінок / Kvinnors väntan
- 1953 — Літо з Монікою / Sommaren med Monika
- 1953 — Вечір блазнів / Gycklarnas afton
- 1954 — Урок кохання / En lektion і kärlek
- 1955 — Жіночі мрії / Kvinnodröm
- 1955 — Усмішки літньої ночі / Sommarnattens leende
- 1956 — Сьома печатка / Det Sjunde Inseglet
- 1957 — Сунична галявина / Smultronstället
- 1958 — Біля витоків життя / Nära livet
- 1958 — Обличчя / Ansiktet
- 1960 — Дівоче джерело / Jungfrukällan
- 1960 — Око диявола / Djävulens öga
- 1961 — Як у дзеркалі / Såsom і en spegel
- 1962 — Причастя / Nattvardsgästerna
- 1963 — Мовчання / Tystnaden
- 1964 — Не лише про жінок / För att inte tala om alla dessa kvinnor
- 1966 — Персона / Persona
- 1968 — Час вовка / Vargtimmen
- 1968 — Сором / Skammen
- 1969 — Пристрасть / En passion
- 1971 — Дотик / Beröringen
- 1972 — Шепоти та крики / Viskningar Och Rop
- 1973 — Сцени з подружнього життя / Scener ur ett äktenskap
- 1975 — Чарівна флейта / Trollflöjten
- 1976 — Віч-на-віч / Ansikte Mot Ansikte
- 1977 — Зміїне яйце / Das Schlangenei
- 1978 — Осіння соната / Höstsonaten
- 1980 — З життя маріонеток / Aus Dem Leben Der Marionetten
- 1982 — Фанні та Александр / Fanny och Alexander
- 1984 — Після репетиції[en] / Efter repetitionen
- 1986 — Благословенні[en] / De Två Saliga
- 1993 — Недільні діти / Söndagsbarn
- 1997 — У присутності клоуна[en] / Larmar och gör sig till
- 2003 — Сарабанда / Saraband

### Сценарист
- 1944 — Цькування
- 1992 — Добрі наміри (реж. Білле Аугуст)
- 1992 — Недільні діти

## Театральні постановки
- Теннессі Вільямс. «Кішка на розпеченому даху»
- Август Стріндберг. «Ерік XIV»
- 1957 — Генрік Ібсен. «Пер Ґюнт»
- 1957 — Мольєр. «Мізантоп»

## Вшанування
6 квітня 2011 року Банк Швеції повідомив про плани випуску в 2014—2015 році нової серії грошових знаків. На аверсі купюри в 200 шведських крон розміщено портрет Інгмара Бергмана та епізод зі знімання Сьомої печатки; на зворотному боці — раукари острова Форе.
У 2013 році в приміщенні старої школи на острові Форе (де режисер знімав і жив) відкрито Bergman Center — музей присвячений Бергману.

## Літературні твори
- Берґман І. Довірливі розмови [Архівовано 15 лютого 2018 у Wayback Machine.] / перек. зі швед. Софії Волковецької. — Львів: Видавництво Старого Лева, 2018. — 160 с. — ISBN 978-617-679-422-6.
- Берґман І. Недільне дитя [Архівовано 18 травня 2018 у Wayback Machine.] / перек. зі швед. Софії Волковецької. — Львів: Видавництво Старого Лева, 2018. — 136 с. — ISBN 978-617-679-523-0.
- Берґман І. Laterna Magica [Архівовано 30 листопада 2018 у Wayback Machine.] / перек. зі швед. Софії Волковецької. — Львів: Видавництво Старого Лева, 2018. — 368 с. — ISBN 978-617-679-559-9.